# Горжице
Горжице (чеш. Hořice, нем. Horschitz) — город в Чехии в Краловеградецком крае в районе Йичин.
Административно разделён на 7 районов: Горжице, Бржезовице, Дубрава, Хлум, Либонице, Хвалина, Святоготардская Лгота. Община с расширенными полномочиями.
Расположен, примерно, в 23 км к юго-востоку от районного центра Йичин и в 25 км к северо-западу от города Градец-Кралове. Город часто называют Горжице-в-Подкрконоши.

## История
Территория города была заселена с доисторических времен, о чём свидетельствуют археологические находки раннего каменного века.
Первое письменное упоминание о Горжице датируется 1143 годом. Поселение раньше находилось на горе Готард, где была сооружена крепость. Затем здесь была основана вторая крепость, на месте нынешнего города и поселение переместилось с горы Готард на равнину. В 1365 году Горжице уже упоминается как небольшой городок. Во время гуситских войн близ Горжице в апреле 1423 г. произошло сражение, в котором армия гуситов Яна Жижки разбила войска католических дворян. После битвы на Белой горе в 1620 году город принадлежал Альбрехту фон Валленштейну.
В 1884 году в Горжице была основана известная профессиональная школа обработки камня, выпускниками которой были многие известные деятели искусства, в том числе Богумил Кафка, Отакар Кубин, Ян Штурса и другие. Здесь преподавал видный скульптор Моржиц Чернил. 
Город известен производством традиционных кондитерских изделий «Горжицкие трубочки» (Hořické trubičky).

## Население
Население по состоянию на 2020 год — 8 533 жителя. Площадь — 21,46 км².
| Год  | Численность | Численность |
| ---- | ----------- | ----------- |
| 1869 | 6710        | [ 6 ]       |
| 1880 | 6017        | [ 2 ]       |
| 1890 | 7894        | [ 6 ]       |
| 1900 | 7839        | [ 2 ]       |
| 1910 | 9897        | [ 6 ]       |
| 1921 | 8640        | [ 2 ]       |
| 1930 | 8299        | [ 2 ]       |
| 1950 | 7700        | [ 6 ]       |
| 1961 | 7754        | [ 6 ]       |
| 1970 | 8090        | [ 6 ]       |
| 1980 | 9251        | [ 6 ]       |
| 1991 | 9282        | [ 6 ]       |
| 2001 | 9091        | [ 6 ]       |
| 2014 | 8664        | [ 7 ]       |
| 2016 | 8583        | [ 8 ]       |
| 2017 | 8601        | [ 9 ]       |
| 2018 | 8637        | [ 10 ]      |
| 2019 | 8621        | [ 11 ]      |
| 2020 | 8533        | [ 12 ]      |
| 2021 | 8439        | [ 13 ]      |
| 2022 | 8274        | [ 14 ]      |
| 2023 | 8562        | [ 15 ]      |
| 2024 | 8587        | [ 4 ]       |

## Достопримечательности
- Церковь Рождества Пресвятой Богородицы в стиле барокко, построенная в 1741—1748 годах по проекту Килиана Игнаца Динценхофера.
- Марианская колонна на рынке, созданная в 1824 году.
- Горжицкий замок (1749) построенный на месте бывшей крепости.
- Барочная церковь Святого Готарда, построенная в XII веке.

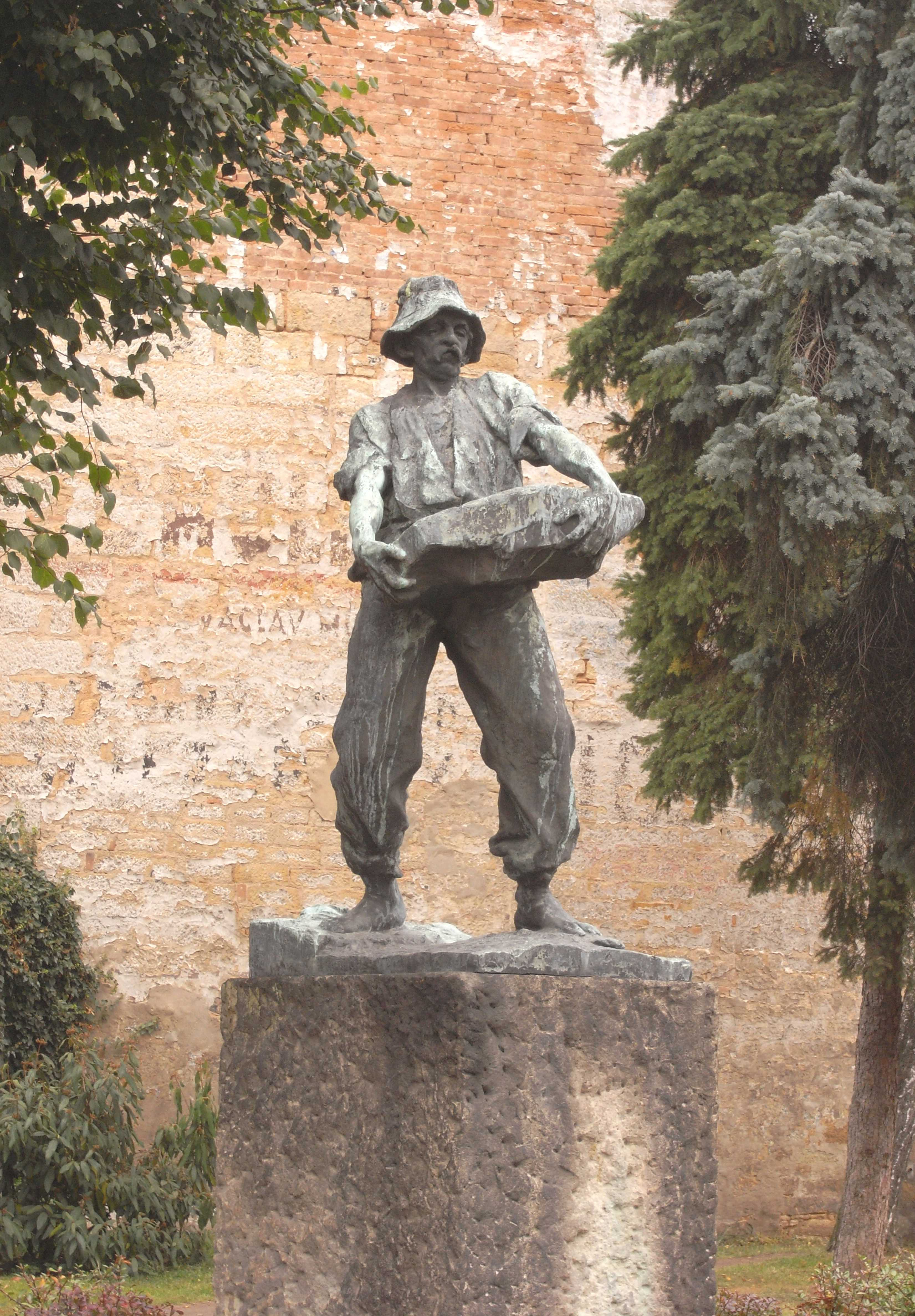
Памятник каменотёсам

- Гробница гуситов к югу от города.
- Еврейское кладбище.
- Бывшая синагога (1763).

## Города-партнёры
- Милетин, Чехия
- Трстена, Словакия

## Известные уроженцы
- Вик, Карел, живописец.
- Кудей, Зденек-Матей, журналист, писатель, переводчик, путешественник.
- Майкснер, Петр, живописец.
- Маутнер, Фриц, журналист, писатель, философ.